# Ma tu di che segno 6?
Ma tu di che segno 6? è un film del 2014 diretto da Neri Parenti.

## Trama
Cinque storie intrecciate indagano comicamente sugli effetti delle profezie astrali.
II maggiore dei Carabinieri Augusto Fioretti (Toro) è troppo protettivo nei confronti della figlia Ilaria (Acquario), al punto da spingersi ad intimidire gli aspiranti fidanzati aiutato dal sottoposto Quagliarulo. Alla fine capirà l'errore e lascerà la figlia libera di vivere la sua vita.
Il cavalier Carlo Ravagliati (Vergine) è il fotografo ufficiale del Vaticano ed è ipocondriaco. Durante il viaggio in treno da Milano a Roma questa sua mania gli fa subire una serie di disavventure e finisce in carcere dopo aver picchiato il segretario del Papa alla notizia di non essere più il fornitore del Vaticano.
Il commesso di Euronics Saturno Bolla (Scorpione) ha l'avversione per le donne Ariete in quanto convinto gli portino solo guai: per questo motivo spreca la sua occasione di poter fare l'amore con la bellissima modella Nina Rocchi - che lui crede di quel segno mentre in realtà è del Capricorno - e mette incinta la bruttina collega Wanda, anch’essa Capricorno, da cui avrà una femminuccia dell'Ariete.
Il brillante avvocato Giuliano De Marchis (Leone) non crede agli oroscopi come invece fa la sua segretaria. Prima di un'udienza perde la memoria in seguito a una caduta e fa condannare un suo cliente, annulla la richiesta di mantenimento per un'ex moglie e fa arrestare un politico disonesto che doveva aiutare ad espatriare. Alla fine dei conti tuttavia si ritiene soddisfatto perché tutti e tre hanno avuto quello che in realtà si meritavano.
Piero Lomuscio (Cancro), nella veste del mago Orion, è il redattore di un giornale astrologico e prova ad aiutare l'amico Andrea Tricarico (Bilancia) a corteggiare la sua nuova vicina di casa, la bella venezuelana Monica (Pesci) che crede appunto solo alle previsioni di Orion, ma i vari tentativi si riveleranno inefficaci.

## Distribuzione
Il film esce nelle sale italiane a partire dall'11 dicembre 2014. La casa produttrice è la Key Films. Per distribuire il film, il cast ha incontrato il pubblico prima dello spettacolo nei cinema UCI Cinemas e The Space Cinema.

## Accoglienza

### Incassi
Durante il primo weekend nelle sale italiane il film ha incassato 1.071.466 euro ottenendo il secondo posto del box office. In data 5 gennaio 2015, la pellicola risulta aver guadagnato 3.801.186 euro complessivi.

## Curiosità
- Il film è un chiaro richiamo alla pellicola del 1975 Di che segno sei? diretto da Sergio Corbucci.